# Marc Agi
Œuvres principales
auteur de référence sur René Cassin
Marc Agi, né le 7 juin 1936 à Nice (Alpes-Maritimes) et mort le 28 décembre 2013 à Suresnes (Hauts-de-Seine)), est un écrivain français, professeur, homme de théâtre et diplomate.

## Biographie
Marc Agi effectue sa scolarité secondaire au lycée Masséna de Nice avant des études de lettres à la Faculté des lettres d'Aix-en-Provence terminées par un diplôme d'études supérieures de lettres classiques et un CAPES.
Enseignant à Montbéliard, puis à Embrun, il rencontre en 1964 René Cassin, ce qui le marque profondément et l'amène à mettre toutes ses forces au service des droits de l'homme.
Il est détaché de 1965 à 1971 comme directeur des études françaises au lycée franco-israélien de l'Alliance israélite universelle de Tel Aviv (Israël) avant de travailler au service culturel de l'ambassade de France en Espagne (1971-1982), à l'Université Panthéon-Assas (1982-1984), puis de fonder l'Alliance française de Jérusalem qu'il dirige jusqu’en 1987. De 1987 à 1990, il est conseiller culturel, scientifique et de coopération technique près l'ambassade de France au Venezuela.
Il a contribué à l'adoption d'une Charte d'éthique commune aux professions s'exerçant sur la personne humaine. Il a été chargé de cours à l'Université de Nantes.
Marc Agi est docteur d'État en sciences humaines président de l’Académie internationale des droits de l’homme.
Il a fondé et présidé l’Association pour le développement des libertés fondamentales et a été membre de la Commission nationale consultative des droits de l'homme (1991-2002) et de la Commission nationale française pour l'Unesco.

## Distinctions
- Chevalier de l'ordre des Palmes académiques.

## Œuvres de Marc Agi
- De l'idée d'universalité comme fondatrice du concept des droits de l'homme, d'après la vie et l'œuvre de René Cassin : thèse pour le doctorat d'État, présentée et soutenue devant l'université de Nice, le 10 décembre 1979, Antibes, Éditions Alp'Azur
- René Cassin : fantassin des droits de l'homme, Plon, 1979  (ISBN 2-259-00452-0 et 978-2-259-00452-7)
- Les Passagers de la maison brune, pièce en un acte, Librairie des libertés, 1984  (ISBN 2-86757-005-0 et 978-2-86757-005-6) diffusée sur France Culture le 4 juin 1983
- 5 000 titres sur les libertés, sélection d'ouvrages disponibles, Librairie des libertés, 1984  (ISBN 2-86757-006-9 et 978-2-86757-006-3)
- Un combattant du nouveau monde : Francisco de Miranda, pièce de théâtre, Librairie des libertés, 1990[8]
- Encyclopédie des libertés, Fondation de l'Arche de la Fraternité, 1997[9]
- René Cassin -  prix Nobel de la paix, 1887-1976 - père de la Déclaration universelle des droits de l'homme, Perrin, 1999  (ISBN 978-2-262-01433-9)
- L'Homme Univers, Jacques-Marie Laffont éditeur, 2006  (ISBN 2-849281-00-X et 978-2-849281-00-0)
- Christianisme et droits de l'Homme (avec Jean Graven, Jean-Marie Aubert) préface du pasteur Michel Wagner, Librairie des libertés, Des idées et des hommes, 2007   (ISBN 978-2-35369-026-8)[10]
- Judaïsme et droits de l'Homme, préface de René-Samuel Sirat, Librairie des libertés, Des idées et des hommes, 2007,  (ISBN 978-2-35369-012-1)
- Islam et droits de l'Homme, préface de Dalil Boubakeur, Librairie des libertés, Des idées et des hommes, 2007,  (ISBN 978-2-35369-001-5)[11]